# SS Kaiser Wilhelm der Große
Kaiser Wilhelm der Große – niemiecki oceaniczny statek pasażerski, należący do przedsiębiorstwa żeglugowego Norddeutscher Lloyd. Statek zbudowano w stoczni AG Vulcan Stettin w Szczecinie. Nazwa statku została nadana na cześć cesarza Niemiec Wilhelma I Hohenzollerna.
„Kaiser Wilhelm der Große” został zwodowany 4 maja 1897 roku, a swój pierwszy rejs odbył 19 września tego samego roku na trasie z Bremerhaven do Nowego Jorku. W momencie zwodowania był największym statkiem świata (większy od niego brytyjski statek pasażerski „Great Eastern” został wcześniej zezłomowany). „Kaiser Wilhelm der Große” był pierwszym niemieckim statkiem, któremu udało się zdobyć Błękitną Wstęgę Atlantyku, czego dokonał 29 listopada 1897 roku. Zapoczątkował on serię niemieckich, zbudowanych w Szczecinie, rekordowo szybkich transatlantyków: następnymi były „Deutschland” (należący do linii Hamburg-Amerika), oraz dwie – jednostki bliźniacze dla „Kaiser Wilhelm der Große” – „Kronprinz Wilhelm” i „Kaiser Wilhelm II” (powstał także trzeci bliźniaczy statek, „Kronprinzessin Cecilie”, nie zdobył on jednak Błękitnej Wstęgi). Statki te były pierwszymi transatlantykami przełomu XIX i XX wieku, mającymi po cztery kominy.
„Kaiser Wilhelm der Große” mimo początkowej sławy rekordzisty nie cieszył się wielką sympatią podróżnych, gdyż miał nadmierne skłonności do kołysania się na fali, w związku z czym Amerykanie nadali mu złośliwy przydomek Rolling Billy („kołyszący Wiluś”).
W 1914 roku, wkrótce po wybuchu I wojny światowej statek został zarekwirowany przez Kaiserliche Marine i przekształcony w krążownik pomocniczy. 26 sierpnia 1914 roku „Kaiser Wilhelm der Große”, znajdujący się u wybrzeży hiszpańskiej kolonii Rio de Oro, w zachodniej Afryce został zaatakowany przez brytyjski krążownik HMS „Highflyer”. Gdy na niemieckim okręcie skończyła się amunicja, dowódca okrętu podjął decyzję o samozatopieniu i opuszczeniu go. Tym samym „Kaiser Wilhelm der Große” został pierwszym statkiem pasażerskim (choć pełniącym funkcję krążownika pomocniczego) zatopionym podczas I wojny światowej.